# 瓦爾默瑙河
52°11′18.25″N 8°30′22.7″E / 52.1884028°N 8.506306°E

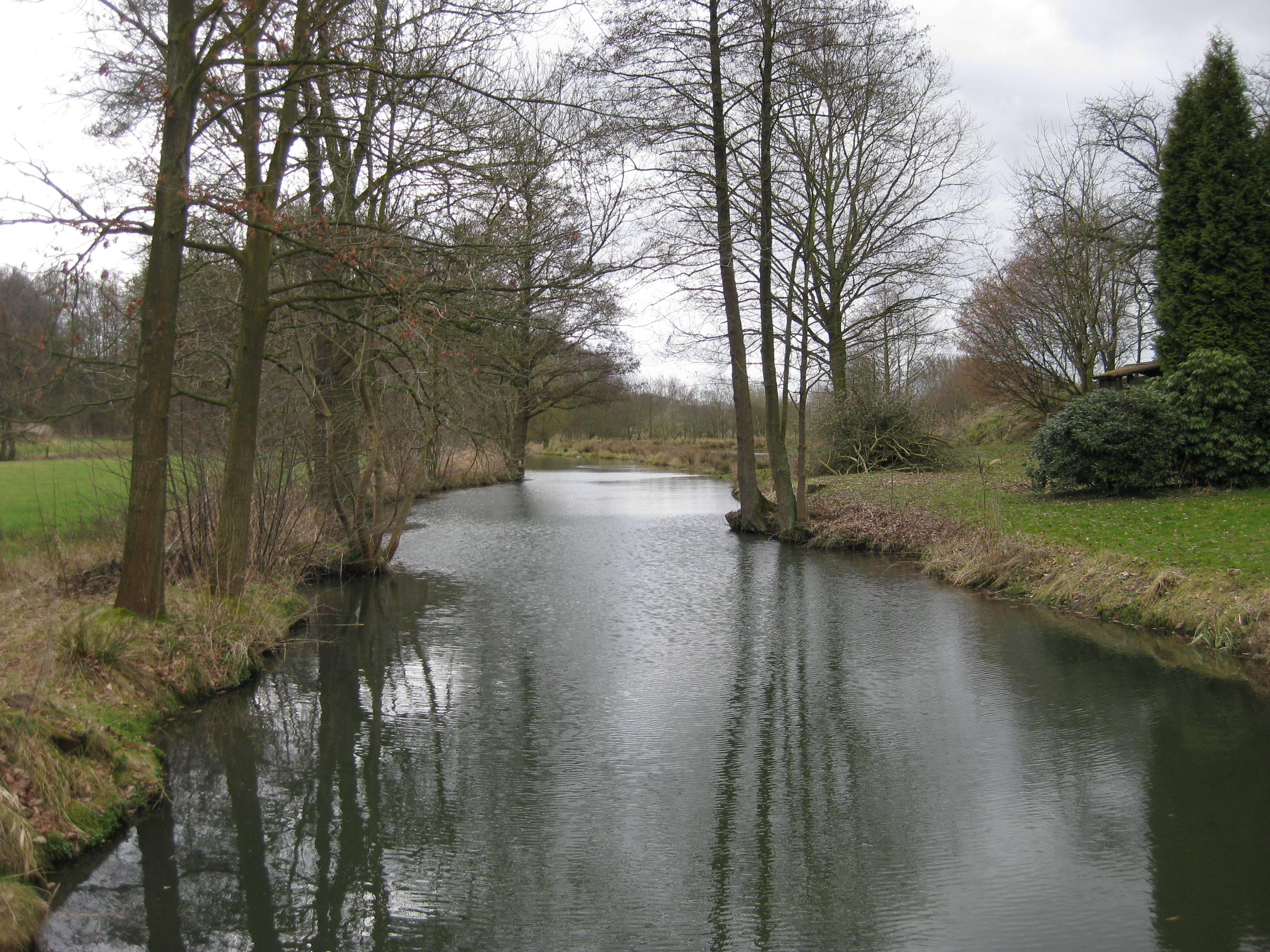
瓦爾默瑙河

瓦爾默瑙河（德語：Warmenau），是德國的河流，位於該國西部，流經北萊茵-威斯特法倫州和下薩克森州，屬於埃爾瑟河的右支流，河道全長18.5公里，流域面積79平方公里，發源自威斯特法倫地區韋爾特附近。